# Любарская Гута
Любарская Гута (укр. Любарська Гута) — село на Украине, находится в Барановском районе Житомирской области.
Код КОАТУУ — 1820655403. Население по переписи 2001 года составляет 25 человек. Почтовый индекс — 12724. Телефонный код — 4144. Занимает площадь 4,43 км².

## Адрес местного совета
12724, Житомирская область, Барановский р-н,. пгт. Довбыш, ул. Полесская, 20